# Eozinofilni ezofagitis
Eozinofilni ezofagitis (EoE) je alergijsko vnetje požiralnika z infiltracijo eozinofilcev, vrste belih krvničk. Pri zdravih posameznikih običajno eozinofilci v požiralniku niso prisotni. Pri eozinofilnem ezofagitisu migrirajo številni eozinofilci v tkivo požiralnika in ob dražljaju, ki ga sproži določena hrana, povzročijo poškodbo tkiva in vnetje. Med simptome spadajo težave s požiranjem (disfagija), bruhanje in zgaga. Najpogosteje je povezan z gastroezofagealno refluksno boleznijo.
Najprej so ga opisali pri otrocih, pojavlja se pa tudi pri odraslih. Mehanizem ni dobro poznan, pomembno vlogo pa naj bi imela preobčutljivost na hrano.

## Epidemiologija
Pojavnost eozinofilnega ezofagitisa narašča in trenutno znaša okoli  1 do 6 na 10.000 prebivalcev. Pogostejši je med moškimi bele rase. Poleg moškega spola in bele rase je dejavnik tveganja še atopija (dedna nagnjenost k takojšnji preobčutljivosti) ali prisotnost drugih alergijskih bolezni. Večje tveganje je tudi pri ljudeh z gastroezofagealno refluksno boleznijo, spremenjenim mikrobiomom v zgornjih prebavilih in zapoznelo izpostavljenostjo mikrobom.

## Znaki in simptomi
Tipično se bolezen pojavi že v otroštvu, vendar pa se lahko bolezen odkrije v katerikoli starosti. Simptomi so močno povezani s starostjo bolnika.
Značilni simptomi eozinofilnega ezofagitisa pri odraslih so težave s požiranjem (disfagija), bruhanje, zgaga, zagozditev hrane v požiralniku, prsna bolečina, ki se ne izboljša po uporabi antacidov, in simptomi refraktorne gastroezofagealne refluksne bolezni (GERB). Pri otrocih se lahko kaže z bruhanjem, neješčnostjo in bolečinami v zgornjem delu trebuha, kar odraža akutno vnetje. Pri otrocih je lahko prisotno tudi zavrto pridobivanje telesne mase. Pri številnih bolnikih so prisotne še druge avtoimunske ali alergijske bolezni, kot so astma, celiakija in alergijski rinitis.

## Zgodovina
O prvem primeru eozinofilnega ezofagitisa so poročali leta 1978. Šele v zgodnjih 90-ih letih so ga prepoznali kot ločeno bolezen.

## Zdravljenje
Zaradi očitne povezave s hrano kot sprožilcem vnetja se svetuje izločitev določenih živil. Pogosto se konkretno živilo, ki pri bolniku sproži zagon bolezni, ne ugotovi; v tem primeru se poskusi iz prehrane izločiti šest skupin živil za vsaj šest tednov: mleko in mlečne izdelke, jajca, žita (predvsem tista, ki vsebujejo gluten), sojo, oreške in morsko hrano (ribe, mehkužce). V praksi so take diete za bolnika obremenjujoče in jih težko dosledno izvaja. Priporočljiva je vključitev dietetika.
Zdravila izbora so zaviralci protonske črpalke, zaradi njihovega sekundarnega protivnetnega delovanja. Za blaženje vnetja se uporabljajo tudi glukokortikoidi.